# Adrián Oubiña
Adrián Oubiña (Mar de Ajó, Provincia de Buenos Aires, 14 de mayo de 1984) es un piloto argentino de automovilismo de velocidad. Desarrolló su carrera deportiva a en el automovilismo de su país, teniendo su punto máximo con su participación en la categoría Turismo Carretera, donde debutó en 2011. 
Inició su carrera deportiva a nivel zonal, compitiendo en la Monomarca Fiat 1100 del Atlántico, donde se proclamó bicampeón en 2005 y 2006. En 2007 ingresó a las categorías de ascenso de la Asociación Corredores de Turismo Carretera, debutando en el TC Mouras y más tarde, en 2009, en el TC Pista. Compitió también en la Clase 3 del Turismo Nacional, Top Race V6 y en la Clase 1 del Turismo Pista. En esta última categoría se consagró campeón en el año 2022, logrando su primer título a nivel nacional.

## Resumen de carrera
| Temporada | Categoría                         | Equipo                    | Coche                | Carreras    | Victorias   | Podios      | Poles       | VR          | Puntos      | Pos.        |
| --------- | --------------------------------- | ------------------------- | -------------------- | ----------- | ----------- | ----------- | ----------- | ----------- | ----------- | ----------- |
| 2000      | Fórmula Renault Argentina         | Crespi Junior             | Crespi-Renault       | 2           | 0           | 0           | 0           | 0           | 2.00        | 43.º        |
| 2000      | Fórmula Renault Argentina         | Crespi Junior             | Crespi-Renault       | 2           | 0           | 0           | 0           | 0           | 2.00        | 42.º        |
| 2004      | Monomarca 1100 del Atlántico      | Oubiña Competición        | Fiat 128             | 5           | 0           | 1           | 0           | 0           | 38.00       | 13.º        |
| 2005      | Monomarca 1100 del Atlántico      | Oubiña Competición        | Fiat 128             | 11          | 3           | 8           | 0           | 0           | 188.25      | 1.º         |
| 2006      | Monomarca 1100 del Atlántico      | Oubiña Competición        | Fiat 128             | 11          | 3           | 8           | 1           | 0           | 193.00      | 1.º         |
| 2007      | TC Mouras                         |                           | Dodge Cherokee       | 1           | 0           | 0           | 0           | 0           | 1.00        | 64.º        |
| 2008      | TC Mouras                         | Mar del Plata Motorsport  | Ford Falcon          | 12          | 1           | 4           | 1           | 1           | 139.25      | 5.º         |
| 2008      | Turismo Special de la Costa       | Mar del Plata Motorsport  | Ford Falcon          | 2           | 0           | 1           | 0           | 0           | 24.00       | 21.º        |
| 2009      | TC Pista                          | Mar del Plata Motorsport  | Ford Falcon          | 16          | 0           | 0           | 0           | 0           | 112.00      | 14.º        |
| 2010      | TC Pista                          | Mar del Plata Motorsport  | Ford Falcon          | 14          | 2           | 4           | 1           | 0           | 151.00      | 6.º         |
| 2011      | Turismo Carretera                 | Mar del Plata Motorsport  | Ford Falcon          | 10          | 0           | 0           | 0           | 0           | 27.00       | 46.º        |
| 2011      | Torneo de invitados del TC Mouras | AEG Motorsport            | Ford Falcon          | 3           | 0           | 0           | 0           | 0           | 0.00        | 26.º        |
| 2012      | Turismo Carretera                 | Mar del Plata Motorsport  | Ford Falcon          | 15          | 0           | 0           | 0           | 0           | 51.00       | 33.º        |
| 2012      | Torneo de invitados del TC Mouras | Mar del Plata Motorsport  | Ford Falcon          | 1           | 0           | 0           | 0           | 0           | 11.00       | 7.º         |
| 2012      | Torneo de invitados del TC Mouras | Laboritto Jrs. Racing     | Dodge Cherokee       | 1           | 0           | 1           | 0           | 0           | 11.00       | 7.º         |
| 2013      | Turismo Carretera                 | Mar del Plata Motorsport  | Ford Falcon          | 16          | 0           | 0           | 0           | 0           | 223.25      | 26.º        |
| 2013      | Torneo de invitados del TC Mouras | Granel Competición        | Ford Falcon          | 2           | 0           | 0           | 0           | 0           | 47.50       | 6.º         |
| 2013      | Torneo de invitados del TC Mouras | Laboritto Jrs. Racing     | Dodge Cherokee       | 2           | 0           | 0           | 0           | 0           | 47.50       | 6.º         |
| 2014      | Turismo Carretera                 | Mar del Plata Motorsport  | Ford Falcon          | 7           | 0           | 0           | 0           | 0           | 93.00       | 41.º        |
| 2014      | Torneo de invitados del TC Mouras | Granel Competición        | Ford Falcon          | 2           | 0           | 0           | 0           | 0           | 16.50       | 22.º        |
| 2014      | Clase 3 del Turismo Nacional      | Nico Kern Racing Car      | Chevrolet Cruze I    | 5           | 0           | 0           | 0           | 0           | 19.00       | 34.º        |
| 2015      | Clase 3 del Turismo Nacional      | Nico Kern Racing Car      | Chevrolet Cruze I    | 2           | 0           | 0           | 0           | 0           | 16.00       | 37.º        |
| 2015      | Clase 3 del Turismo Nacional      | Arana Ingeniería Sport    | Chevrolet Cruze I    | 2           | 0           | 0           | 0           | 0           | 16.00       | 37.º        |
| 2015      | Clase 3 del Turismo Nacional      | GC Competición            | Ford Focus II        | 1           | 0           | 0           | 0           | 0           | 16.00       | 37.º        |
| 2015      | Top Race V6                       | RV Racing Sport           | Mercedes-Benz C W204 | 2           | 0           | 0           | 0           | 0           | 16.00       | 28.º        |
| 2016      | Torneo de invitados del TC Mouras | Laboritto Jrs. Racing     | Ford Falcon          | 1           | 0           | 0           | 0           | 0           | 14.00       | 24.º        |
| 2017      | TC Pista                          | Quilmes Plas Racing       | Ford Falcon          | 6           | 0           | 0           | 0           | 0           | 148.00      | 27.º        |
| 2017      | Torneo de invitados del TC Mouras | Impiombato Motorsport     | Chevrolet Chevy      | 2           | 0           | 0           | 0           | 0           | 24.50       | 20.º        |
| 2017      | Torneo de invitados del TC Mouras | Laboritto Jrs. Racing     | Torino Cherokee      | 1           | 0           | 0           | 0           | 0           | 24.50       | 20.º        |
| 2018      | Torneo de invitados del TC Mouras | Hnos. Álvarez Competición | Ford Falcon          | 1           | 0           | 0           | 0           | 0           | 33.50       | 16.º        |
| 2018      | Torneo de invitados del TC Mouras | José C. Paz Racing        | Ford Falcon          | 2           | 0           | 0           | 0           | 0           | 33.50       | 16.º        |
| 2018      | Buenos Aires 1000 de TC           | Werner Competición        | Ford Falcon          | 1           | 0           | 0           | 0           | 0           | 0.00        | Inv.        |
| 2019      | Top Race Series                   | Hurlingham Competición    | Ford Mondeo Series   | 4           | 1           | 3           | 0           | 0           | 0.00        | Inv.        |
| 2021      | Clase 1 del Turismo Pista         | Jorge Piedra Competición  | Fiat Uno Fire        | 10          | 0           | 1           | 0           | 0           | 179.00      | 4º          |
| 2022      | Clase 1 del Turismo Pista         | Oubiña Competición        | Fiat Uno Fire        | 10          | 4           | 4           | 1           | 1           | 327.00      | 1.º         |
| 2023      | Clase 3 del Turismo Pista         | Jorge Piedra Competición  | Renault Clio II      | Por definir | Por definir | Por definir | Por definir | Por definir | Por definir | Por definir |
| Fuente:   | [ 3 ]                             | [ 3 ]                     | [ 3 ]                | [ 3 ]       | [ 3 ]       | [ 3 ]       | [ 3 ]       | [ 3 ]       | [ 3 ]       | [ 3 ]       |

## Palmarés
| Título  | Categoría                    | Automóvil     | Año  |
| ------- | ---------------------------- | ------------- | ---- |
| Campeón | Monomarca 1100 del Atlántico | Fiat 128      | 2005 |
| Campeón | Monomarca 1100 del Atlántico | Fiat 128      | 2006 |
| Campeón | Clase 1 del Turismo Pista    | Fiat Uno Fire | 2022 |